# Kritikos Lagonikos
El podenco de Creta (en griego: :Kρητικός Λαγωνικός [Kritikos Lagonikos]) es una raza de perro autóctona de la isla de Creta, Grecia. Por sus características es un animal idóneo para la caza menor. Se considera una de las razas de perro de caza más antiguas de Europa, con una historia de 4.000 años. Esta raza de perro tiene una agilidad excelente, con una gran velocidad que lo hace ideal para el agility y tiene una gran resistencia que lo hace un cazador de liebre excepcional. También tiene instintos de perro guardián así como instintos de perro pastor.

## Descripción

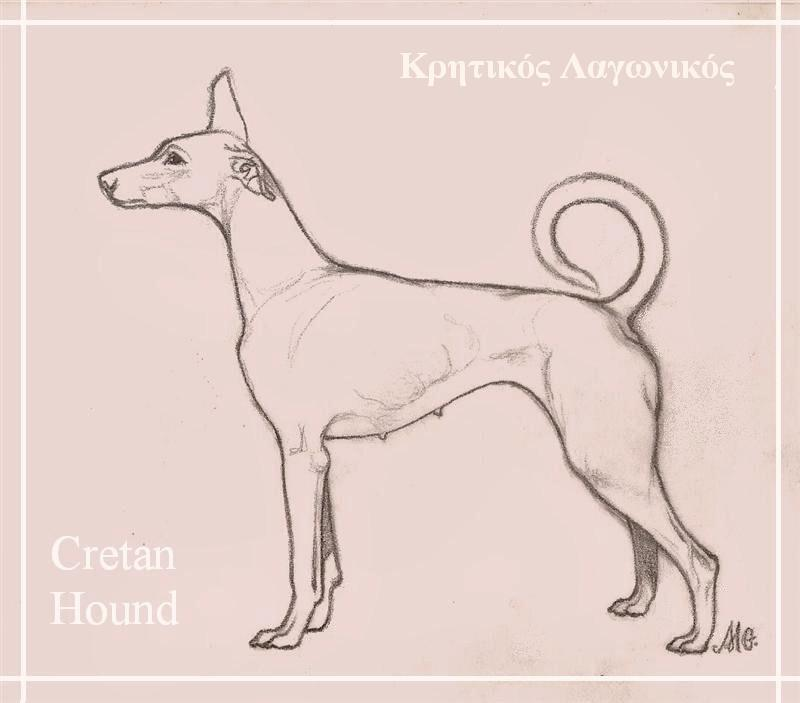
Dibujo de un podenco de Creta.

El podenco de Creta es un perro delgado, especialmente adaptado para la velocidad y con grandes reflejos que le permite ir por terreno peligroso y rocoso. La cabeza es alargada con orejas muy móviles que se pliegan atrás como un galgo durante la persecución. La cola es una importante característica de la raza: larga y torcida hacia arriba, formando una sortija suelta o estancada y cubierta con un cepillo de pelo más largo por debajo.
El perro es ligeramente más largo que alto, con medias angulaciones, piernas delgadas y buenos músculos; es ancho pero tampoco demasiado ancho ni demasiado redondeado. Tendría que haber un equilibrio entre las características de velocidad y de estabilidad, produciendo un buen perro de agility. Individuos torpes y pesados no pueden ser tolerados.
Los colores de esta raza pueden variar de: blanco puro, crema, arenoso, cervato, gris, negro o brindle, bicolor o tricolor.

### Medidas
- Macho: más de 60 cm
- Hembra: más de 50 cm
- Peso: para ambos sexos puede ser entre 20–30 kg.

## Historia
El podenco de Creta es una raza de caza primitiva, su existencia en la isla griega de Creta está documentada por escrito y desde hace como mínimo 3500 años. Fue extensamente cultivado y utilizado por la civilización minoica que, a su cumbre, dominó la mayor parte del mar Egeo, las islas Cicladas y el Peloponeso oriental. Siempre utilizado como perro de caza de liebres y conejos salvajes en los terrenos duros de su isla nativa. Los autores clásicos elogiaron el podenco de Creta como el mejor cazador de liebres y en tiempos antiguos fueron exportados a las colonias griegas y a otros países de Europa, llegando tan lejos como a España y a las islas británicas, para mezclar y mejorar el podenco local. Es evidentemente una raza verdaderamente antigua, probablemente la raza de perro más antigua de Europa. Es posible que sus antepasados vinieran de África pero estaban muy adaptados a este hábitat único de Creta, una isla remota con otras especies únicas, una única subespecie de cabra salvaje, lince y otras. Aislados durante milenios, estos perros fueron formados para actuar en una tarea particular y desafiando un terreno duro y rocoso, quedaron puros e inalterados hasta hoy. Debido a una historia larga de lucha contra enemigos exteriores, los podencos de Creta son una raza libre, amorosa, orgullosa, independiente, un poco dura e incluso terca, no les gusta estar con otros perros y con gente de fuera e incluso hasta hoy los especímenes mejores son mantenidos escondidos del ojo público. Las prácticas de cría son crueles y el medio limitado del pasado enseñó a los habitantes locales a escoger para la cría a los mejores podencos y a descartar a los perros que tenían defectos o que no eran perfectos. Como resultado produjo una raza particularmente fuerte y sana, pero también muy pequeña en número. Durante años fueron mantenidos en secreto e incluso ahora raramente dejan Creta, aparte de ocasiones raras como cuando participan en espectáculos de perros en ferias caninas internacionales, como la de Atenas, donde los visitantes tienen la oportunidad de conocer una raza de perro de leyenda.